# 热佐
热佐（法語：Jézeau，法語發音：[ʒezo]）是法国上比利牛斯省的一个市镇，属于巴涅尔德比戈尔区。

## 地理
热佐（42°54'3"N, 0°22'52"E）面积12.2 平方千米，位于法国奧克西塔尼大區上比利牛斯省，该省份为法国西南部内陆省份，北至热尔省，西接大西洋比利牛斯省，南与西班牙接壤，东临上加龙省。
与热佐接壤的市镇（或旧市镇、城区）包括：弗雷谢奥尔、阿尔当戈斯、阿罗、巴雷耶、卡佐代巴、费雷尔、帕亚克。

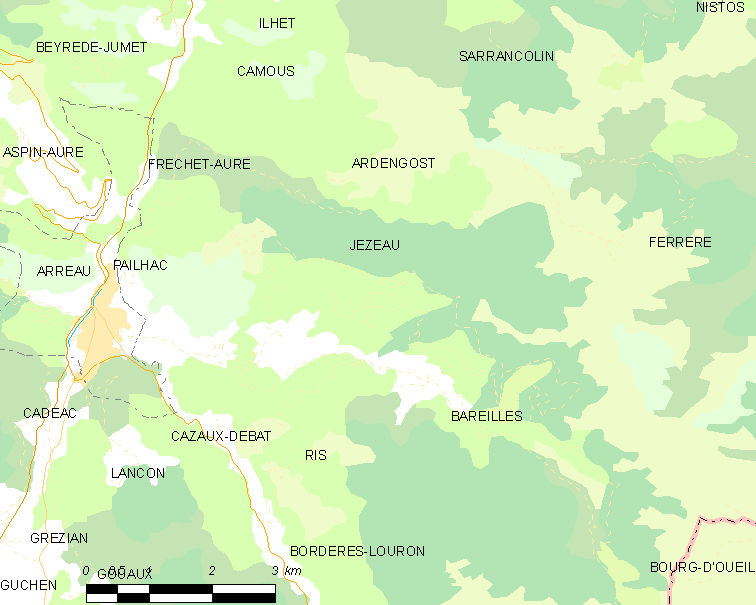
热佐的OSM定位图

热佐的时区为UTC+01:00、UTC+02:00（夏令时）。

## 行政
热佐的邮政编码为65240，INSEE市镇编码为65234。

## 政治
热佐所属的省级选区为内斯特-欧尔-卢龙县。

## 人口

1962-2008年间热佐人口变化图示

热佐于2022年1月1日时的人口数量为104人。